# British Columbia Rugby Union
La  British Columbia Rugby Union  ou fédération de rugby à XV de Colombie-Britannique, est une fédération de rugby à XV canadienne.
Elle administre la pratique du rugby à XV en Colombie-Britannique, province du Canada. La BCRU est formée de 4 comités (Vancouver Island Rugby Union, North Vancouver Island Rugby Union, Vancouver Rugby Union, Fraser Valley Rugby Union) et 59 clubs. Elle était au départ basée au New Westminster vers 1889 et son siège administratif se trouve en 2006 dans la partie ouest de Vancouver. Une des particularités des compétitions organisées par la BC Rugby permet à quelques clubs issus de l'État de Washington de participer à des championnats locaux. La Men's Premier League, ou Canadian Direct Insurance Premier League, représente le niveau le plus élevé du rugby en Colombie-Britannique, à laquelle participent les meilleures équipes de la Mainland Cup et de la Barnard Cup, complétée par ailleurs par la Rounsefell Cup. La Firsts est le championnat réserve de la Mainland Cup. La Vancouver Island Division 1, ou Times Cup, est réservée aux clubs de l'Île de Vancouver et la Lower Mainland Division 1 et 2, ou Okanagan Spring Brewery League 1 et 2, impliquent des équipes de la Fraser Valley, ainsi qu'un club de Vancouver. Le dernier niveau, la Lower Mainland Division 3, est également composé de clubs de Vancouver et de la Fraser Valley. Par ailleurs, la BC Rugby organise chaque année depuis 1896 la McKechnie Cup mettant aux prises des représentants de la Vancouver Rugby Union, de la Fraser Valley Rugby Union et de la Vancouver Island Rugby Union.

## Liste des clubs masculins

### Men's Premier League

#### Mainland Cup
| - Burnaby Lake Rugby Club - Date de création : 1994 - Ville : Burnaby, BC - Siège : Burnaby Lake Sports Complex - Couleurs : Bleu marine et blanc - Capilano RFC - Date de création : 1969 - Ville : North Vancouver, BC - Siège : Klahanie Park - Couleurs : Black and Gold - University of British Columbia Thunderbirds (UBC) - Date de création : 1906 - Ville : Vancouver, BC - Siège : Wolfson Field - Couleurs : Blue and Gold - UBC Old Boy Ravens (UBCOB) - Date de création : 1974 - Ville : Vancouver, BC - Siège : Jericho Park - Couleurs : Blue, White, Red | - Vancouver Rowing Club (Rowers) - Date de création : 1908 - Ville : Vancouver, BC - Siège : Brockton Oval - Couleurs : Red and White - Meraloma - Date de création : 1923 - Ville : Vancouver, BC - Siège : Connaught Park - Couleurs : Black and Orange - Seattle Saracens - Date de création : 2014 - Ville : Seattle, Wash. - Siège : Magnuson Park - Couleurs : Noir, blanc et vert |

#### Barnard Cup
| - Castaway Wanderers RFC - Date de création : 1906 - Ville : Oak Bay, BC - Siège : Windsor Park - Couleurs : Black, Red, Light Blue - James Bay Athletic Association - Date de création : 1886 - Ville : Victoria, BC - Siège : MacDonald Park - Couleurs : Blue and White | - University of Victoria Vikes RFC - Date de création : inconnue - Ville : Victoria, BC - Siège : Wallace Field - Couleurs : Navy Blue, Gold and Red - Westshore Valhallians - Date de création : 1969 - Ville : Colwood, BC - Siège : Westshore RFC Field - Couleurs : Noir |

### Firsts
| - Burnaby Lake Rugby Club A - Date de création : 1994 - Ville : Burnaby, BC - Siège : Burnaby Lake Sports Complex - Couleurs : Bleu marine et blanc - Capilano RFC A - Date de création : 1969 - Ville : North Vancouver, BC - Siège : Klahanie Park - Couleurs : Black and Gold - University of British Columbia Braves (UBC Braves) - Date de création : 1906 - Ville : Vancouver, BC - Siège : Wolfson Field - Couleurs : Blue and Gold - UBC Old Boy Ravens (UBCOB Rippers) - Date de création : 1974 - Ville : Vancouver, BC - Siège : Jericho Park - Couleurs : Blue, White, Red | - Vancouver Rowing Club A (Rowers) - Date de création : 1908 - Ville : Vancouver, BC - Siège : Brockton Oval - Couleurs : Red and White - Meraloma A - Date de création : 1923 - Ville : Vancouver, BC - Siège : Connaught Park - Couleurs : Black and Orange - Seattle Saracens A - Date de création : 2014 - Ville : Seattle, Wash. - Siège : Magnuson Park - Couleurs : Noir, blanc et vert |

### Times Cup
| - University of Victoria Vikes RFC (Uvic Norsemen) - Date de création : inconnue - Ville : Victoria, BC - Siège : Wallace Field - Couleurs : Navy Blue, Gold and Red - Castaway Wanderers RFC A - Date de création : 1906 - Ville : Oak Bay, BC - Siège : Windsor Park - Couleurs : Black, Red, Light Blue - James Bay Athletic Association A - Date de création : 1886 - Ville : Victoria, BC - Siège : MacDonald Park - Couleurs : Blue and White - Westshore Valhallians A - Date de création : 1969 - Ville : Colwood, BC - Siège : Westshore RFC Field - Couleurs : Noir | - Port Alberni Black Sheep - Date de création : inconnue - Ville : Port Alberni, BC - Siège : inconnu - Couleurs : inconnues - Cowichan RFC - Date de création : inconnue - Ville : Duncan, BC - Siège : Herd Road - Couleurs : Noir et vert - Nanaimo Hornets - Date de création : 1888 - Ville : Nanaimo, BC - Siège : Dover Road - Couleurs : Jaune et noir |

### Lower Mainland Division1 et 2

#### Okanagan Spring Brewery League 1
| - Abbotsford RFC A - Date de création : 1972 - Ville : Abbotsford, BC - Siège : CFV Exhibition Park - Couleurs : rouge et noir. - Bayside A - Date de création : 1987 - Ville : White Rock, BC - Siège : South Surrey Athletic Park - Couleurs : Navy and Sky Blue - Langley RFC A - Date de création : 1969 - Ville : Langley, BC - Siège : Crush Crescent - Couleurs : Forest Green, Black, Gold. | - Richmond RFC A - Date de création : 1957 - Ville : Richmond, BC - Siège : Sea Island - Couleurs : Red and Black. - Surrey Beavers A - Date de création : 1972 - Ville : Surrey, BC - Siège : Sullivan Heights Park - Couleurs : Black, Gold, Green. - United Rugby Club A - Date de création : 2005 - Ville : New Westminster, BC - Siège : Queen's Park - Couleurs : Royal Blue, Burgundy, White |

#### Okanagan Spring Brewery League 2
| - Abbotsford RFC B - Date de création : 1972 - Ville : Abbotsford, BC - Siège : CFV Exhibition Park - Couleurs : rouge et noir. - Bayside B - Date de création : 1987 - Ville : White Rock, BC - Siège : South Surrey Athletic Park - Couleurs : Navy and Sky Blue - Langley RFC B - Date de création : 1969 - Ville : Langley, BC - Siège : Crush Crescent - Couleurs : Forest Green, Black, Gold. | - Richmond RFC B - Date de création : 1957 - Ville : Richmond, BC - Siège : Sea Island - Couleurs : Red and Black. - Surrey Beavers B - Date de création : 1972 - Ville : Surrey, BC - Siège : Sullivan Heights Park - Couleurs : Black, Gold, Green. - United Rugby Club B - Date de création : 2005 - Ville : New Westminster, BC - Siège : Queen's Park - Couleurs : Royal Blue, Burgundy, White |

### Lower Mainland Division 3
Pool A
| - Kelowna - Date de création : 2003 - Ville : Kelowna, BC - Siège : City Park Oval - Couleurs : Navy Blue and Red - Capilano RFC A - Date de création : 1969 - Ville : North Vancouver, BC - Siège : Klahanie Park - Couleurs : Black and Gold - Britannia Lions A - Date de création : 1991 - Ville : Delta, BC - Siège : John Oliver Park - Couleurs : Green, Black, Red and White - Scribes RFC - Date de création : 1966 - Ville : East Vancouver, BC - Siège : Trout Lake Park - Couleurs : Gold and Royal Blue | - Kamloops RFC - Date de création : 1967 - Ville : Kamloops, BC - Siège : Kamloops Exhibition Park - Couleurs : Purple and Gold - Kats RFC - Date de création : 1948 - Ville : Vancouver, BC - Siège : Balaclava Park - Couleurs : Green and White - Simon Fraser University (SFU) - Date de création : 1966 - Ville : Burnaby, BC - Siège : SFU Field - Couleurs : Red, Blue, White |

Pool B
| - Ridge Meadows RFC - Date de création : 2004 - Ville : Maple Ridge, BC - Siège : Westview Park - Couleurs : Navy Blue and Royal Blue - Squamish Axemen RFC - Date de création : - Ville : Brackendale, BC - Siège : Don Ross Secondary - Couleurs : Blue, White, Green - Chilliwack RFC - Date de création : - Ville : Chilliwack, BC - Siège : Townsend Park - Couleurs : marine et or - Capilano RFC B - Date de création : 1969 - Ville : North Vancouver, BC - Siège : Klahanie Park - Couleurs : Black and Gold - Surrey Beavers C - Date de création : 1972 - Ville : Surrey, BC - Siège : Sullivan Heights Park - Couleurs : Black, Gold, Green | - Britannia Lions B - Date de création : 1991 - Ville : Delta, BC - Siège : John Oliver Park - Couleurs : Green, Black, Red and White - Vancouver Rowing Club C (Rowers) - Date de création : 1908 - Ville : Vancouver, BC - Siège : Brockton Oval - Couleurs : Red and White - Meraloma C - Date de création : 1923 - Ville : Vancouver, BC - Siège : Connaught Park - Couleurs : Black and Orange - University of British Columbia Totems (UBC Totems) - Date de création : 1906 - Ville : Vancouver, BC - Siège : Wolfson Field - Couleurs : Blue and Gold - Burnaby Lake Rugby Club C - Date de création : 1994 - Ville : Burnaby, BC - Siège : Burnaby Lake Sports Complex - Couleurs : Bleu marine et blanc |

## Logo

Évolution du logo
Logo en 2014.

## Palmarès de laMen's Premier League

### Phase régulière de laMen's Premier League
| Saison    | Vainqueur                      | Score       | Finaliste                      |
| --------- | ------------------------------ | ----------- | ------------------------------ |
| 2005      | Capilano RFC                   | Round-robin | James Bay Athletic Association |
| 2006      | Meraloma                       | Round-robin | James Bay Athletic Association |
| 2007      | James Bay Athletic Association | Round-robin | Meraloma                       |
| 2008      | James Bay Athletic Association | Round-robin | Meraloma                       |
| 2009      | Velox Valhallians              | Round-robin | Capilano RFC                   |
| 2010      | James Bay Athletic Association | Round-robin | Meraloma                       |
| 2011      | Castaway Wanderers             | Round-robin | Meraloma                       |
| 2012      | James Bay Athletic Association | Round-robin | Castaway Wanderers             |
| 2012-2013 | Burnaby Lake Rugby Club        | Round-robin | James Bay Athletic Association |
| 2013-2014 | Burnaby Lake Rugby Club        | Round-robin | James Bay Athletic Association |
| 2014-2015 | UBC Thunderbirds               | Round-robin | UVic                           |
| 2015-2016 | UBC Thunderbirds               | Round-robin | Burnaby Lake Rugby Club        |
| 2016-2017 | Burnaby Lake Rugby Club        | Round-robin | UBC Thunderbirds               |
| 2017-2018 | -                              | Round-robin | -                              |

### Palmarès de laRounsefell Cup
| Saison    | Vainqueur                      | Score   | Finaliste                      |
| --------- | ------------------------------ | ------- | ------------------------------ |
| 1921-1922 | Central                        | -       | -                              |
| ...       |                                |         |                                |
| 1999-2000 | Castaway Wanderers             | -       | -                              |
| 2000-2001 | Castaway Wanderers             | -       | -                              |
| 2001-2002 | Castaway Wanderers             | -       | -                              |
| 2002-2003 | University of Victoria         | -       | -                              |
| 2003-2004 | Capilano                       | -       | -                              |
| 2004-2005 | Capilano                       | -       | -                              |
| 2005-2006 | James Bay Athletic Association | -       | -                              |
| 2006-2007 | James Bay Athletic Association | -       | -                              |
| 2007-2008 | James Bay Athletic Association | -       | -                              |
| 2008-2009 | Meraloma                       | -       | -                              |
| 2009-2010 | University of Victoria         | -       | -                              |
| 2010-2011 | Castaway Wanderers             | 20 - 3  | Meraloma                       |
| 2011-2012 | Capilano                       | 22 - 21 | James Bay Athletic Association |
| 2012-2013 | James Bay Athletic Association | 18 - 10 | Burnaby Lake Rugby Club        |
| 2013-2014 | James Bay Athletic Association | 23 - 22 | Burnaby Lake Rugby Club        |
| 2014-2015 | UBC Thunderbirds               | 52 - 22 | UVic                           |
| 2015-2016 | UBC Thunderbirds               | 27 - 12 | Burnaby Lake Rugby Club        |
| 2016-2017 | UBC Thunderbirds               | 29 - 17 | Burnaby Lake Rugby Club        |
| 2017-2018 | -                              | -       | -                              |

## Palmarès de laLibrary Square Cup

### Phase régulière de laLibrary Square Cup
| Saison    | Vainqueur               | Score       | Finaliste               |
| --------- | ----------------------- | ----------- | ----------------------- |
| 2010-2011 | Burnaby Lake Rugby Club | Round-robin | -                       |
| 2011-2012 | Castaway Wanderers      | Round-robin | -                       |
| 2012-2013 | UVic                    | Round-robin | Burnaby Lake Rugby Club |
| 2013-2014 | Burnaby Lake Rugby Club | Round-robin | Capilano RFC            |
| 2014-2015 | Burnaby Lake Rugby Club | Round-robin | Capilano RFC            |
| 2015-2016 | Capilano RFC            | Round-robin | Burnaby Lake Rugby Club |
| 2016-2017 | -                       | Round-robin | -                       |

### Palmarès de laCeili's Cup
| Saison    | Vainqueur               | Score   | Finaliste                      |
| --------- | ----------------------- | ------- | ------------------------------ |
| 2010-2011 | -                       | -       | -                              |
| 2011-2012 | Castaway Wanderers      | 24 - 16 | Meraloma                       |
| 2012-2013 | UVic                    | 35 - 25 | Burnaby Lake Rugby Club        |
| 2013-2014 | Burnaby Lake Rugby Club | 48 - 10 | Uvic                           |
| 2014-2015 | Burnaby Lake Rugby Club | 25 - 20 | UVic                           |
| 2015-2016 | Capilano RFC            | 24 - 17 | James Bay Athletic Association |
| 2016-2017 | -                       | -       | -                              |